# Гростгейзен
Гростгейзен (нід. Grosthuizen) — село в нідерландській провінції Північна Голландія. Входить до муніципалітету Коггенланд.
Його площа становить 4,14 км², а населення станом на 2021 рік складало 390 осіб.
Перша згадка про населений пункт датується 12-им сторіччям.
Протягом 1817—1854 років мало статус окремого муніципалітету.